# Drosera roraimae
Drosera roraimae es una especie de Drosera nativa de Brasil, Guayana, y Venezuela. Originalmente fue descrita como una variedad de Drosera montana, antes de ser elevada al rango de especie en 1957.

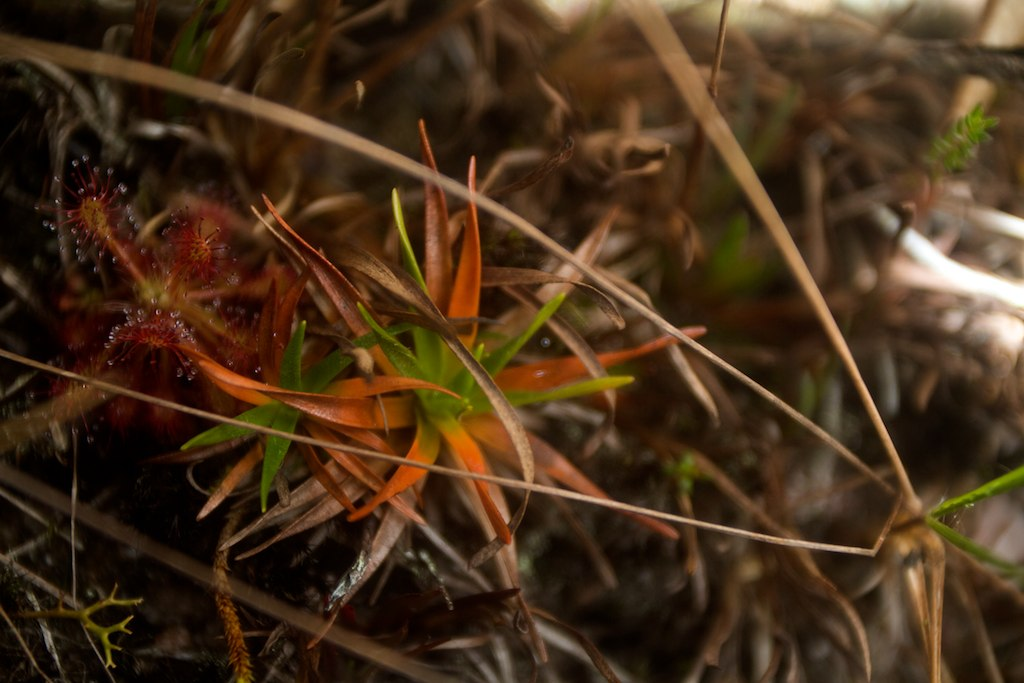
Vista de la planta

## Taxonomía
Drosera roraimae fue descrita por (Klotzsch ex Diels) Maguire & J.R.Laundon y publicado en Memoirs of The New York Botanical Garden 9(3): 333. 1957.
Etimología
Drosera: tanto su nombre científico –derivado del griego δρόσος [drosos]: "rocío, gotas de rocío"– como el nombre vulgar –rocío del sol, que deriva del latín ros solis: "rocío del sol"– hacen referencia a las brillantes gotas de mucílago que aparecen en el extremo de cada hoja, y que recuerdan al rocío de la mañana.
roraimae: epíteto que se refiere al cerro Roraima, un tepui o meseta de cima plana, donde el espécimen tipo fue recolectado.
Sinonimia
- Drosera montana var. roraimae
Klotzsch ex Diels
- Drosera montana var. robusta
Diels[3][4]